# Phố Mai Xuân Thưởng, Hà Nội
Mai Xuân Thưởng là một phố trực thuộc quận Tây Hồ, Hà Nội

## Đặc điểm-Vị trí
Phố Mai Xuân Thưởng dài 80m. Nó đi từ phố Thụy Khuê đến phố Phan Đình Phùng, nhìn vào cửa sau của phủ chủ tịch. Nó là một trong những phố ngắn nhất Hà Nội. Phố thuộc phường Thụy Khuê, quận Tây Hồ.

## Lịch sử
Phố này là dãy hào chạy bao quanh mang cá ở góc đông-bắc thành Thăng Long, đời Nguyễn. Thời Pháp thuộc, đây là phố Hậu Quân Chất (rue Hậu quân Chất). Tên Mai Xuân Thưởng được đặt sau năm 1945.

## Các tuyến xe buýt chạy qua
- Tuyến 50:hết phố

## Công trình nổi bật
- Vườn hoa Mai Xuân Thưởng